# LUX 034
LUX 034 fue un evento de artes marciales mixtas producido por LUX Fight League, que se llevó a cabo el 21 de julio de 2023 en el Cancún Center de Toros de Cancún, Quintana Roo, México.

## Antecedentes
El evento estelar contó con una pelea por el Campeonato de Peso Mosca de LUX entre el campeón Jorge Calvo y el ex retador al título Luis Solorzano.
La pelea coestelar contó con un combate de peso gallo entre Juan Díaz y Luis «Pantera» Guerrero.

## Resultados
1. ↑  Por el Campeonato de Peso Mosca de LUX